# Манолич
Мано́лич (болг. Манолич) — село в Бургаській області Болгарії. Входить до складу общини Сунгурларе.

## Населення
За даними перепису населення 2011 року у селі проживали 1211 осіб.
Національний склад населення села:
| Національність   | Кількість осіб | Відсоток |
| ---------------- | -------------- | -------- |
| турки            | 795            | 90,9%    |
| болгари          | 66             | 7,5%     |
| не визначились   | 8              | 0,9%     |
| Всього відповіли | 875            |          |

Розподіл населення за віком у 2011 році:
Динаміка населення: